# فيليب بولمان
السير فيليب بولمان، الحاصل على رتبة الإمبراطورية البريطانية، وعضو الجمعية الملكية للأدب (ولد في 19 أكتوبر 1946) هو روائي إنجليزي. وهو مؤلف العديد من الكتب الأكثر مبيعًا، بما في ذلك ثلاثية الفنتازيا هيز دارك ماتيريالز (مواده المظلمة) والسيرة الذاتية الخيالية للمسيح، ذا غود مان جيسيس أند ذا سكاونريل كرايست. في عام 2008، صنفت صحيفة ذا تايمز بولمان كواحد من «أفضل 50 كاتب بريطاني منذ عام 1945». في استطلاع عام 2004 لهيئة الإذاعة البريطانية (بي بي سي)، حصل بولمان على المرتبة الحادية عشر من بين الأشخاص الأكثر نفوذًا في الثقافة البريطانية. حصل على لقب فارس في حفل تكريم العام الجديد 2019 عن «خدماته المقدمة في الأدب».
فاز المجلد الأول من ثلاثية مواده المظلمة، نورثرن لايتس، بميدالية كارنيجي لعام 1995 من جمعية المكتبات، ككتاب الأطفال الإنجليزي المتميز لهذا العام. في الذكرى السبعين للميدالية، صُنف ضمن أفضل عشرة أعمال من قبل لجنة تألفت لإجراء اقتراع لانتخاب الكتب المفضلة لدى الجمهور. حصل على تصويت الجمهور ضمن تلك القائمة القصيرة وفاز بميدالية كارنيجي في يونيو عام 2007. اقتُبس عنه فيلم تحت عنوان الكتاب الأمريكي، ذا غولدن كومباس (البوصلة الذهبية). في عام 2003، احتلت ثلاثية مواده المظلمة المرتبة الثالثة في استطلاع القراءة الكبرى في بي بي سي، وهو استطلاع لأفضل 200 رواية صوّت لها الجمهور البريطاني.

## حياته ومهنته
ولد فيليب بولمان في نورتش، إنجلترا، لأودري إيفلين بولمان (اسمها قبل الزواج ميريفيلد) وطيار سلاح الجو الملكي ألفريد آوترام بولمان. سافرت العائلة بحكم عمل والده، بما في ذلك إلى رودسيا الجنوبية، رغم أنه قضى معظم سنوات نشأته في لانبيدر في أردودوي، ويلز.
قُتل والده، الطيار في سلاح الجو الملكي البريطاني، في حادث تحطم طائرة عام 1954 في كينيا عندما كان بولمان في السابعة من عمره، مُنح بعد ذلك صليب الطيران الفخري. قال بولمان في بداية عام 2008 إنه عندما كان صبيًا، كان والده بالنسبة له «بطلًا، شديد البهجة، قاتل دفاعًا عن بلده» وكان «يدرب طيارين». ثم عُرض على بولمان تقرير من صحيفة ذا لندن غازيت لعام 1954 «حمل أخبار سلاح الجو الملكي الرسمي لذلك اليوم [و] قال إن الميدالية مُنحت لخدمتة المليئة بالشجاعة والتميز خلال انتفاضة ماو ماو». كانت المهمة الرئيسية لطائرات هارفارد [الطائرات التي قادتها وحدة والده] قصف وإطلاق الرشاشات على الماو ماو ومخابئهم في بلد مليء بالأشجار والغابات». شمل ذلك «الغوص في أعماق الأنهار [المختلفة]، وغالبًا ما يكون ذلك في أوقات انخفاض السحب وهطول الأمطار.» كانت الظروف صعبة، لكن لم تكن هناك مقاومة شديدة من قبل العدو. كان عدد قليل جدًا من الماو ماو لديهم بنادق يمكنها أن تضرب طائرة. رد بولمان على هذه المعلومات الجديدة، قائلًا: «ربما لم يحظ والدي بتقدير كبير، بحكم معايير الفكر الليبرالي الحديث التقدمي» وقبل المعلومات الجديدة على أنها «تحدٍ خطير لذكريات طفولته». في المسلسل الوثائقي إيماجين على بي بي سي لعام 2017، كشف بولمان أيضًا أنه أصبح يدرك منذ ذلك الحين أن والده ربما حطم طائرته عمدًا. وقال «كان هناك شيء غريب في حادثة تحطم الطائرة .... ارتفع بطائرته فجأة وتوجه إلى جانب التل» مشيرًا إلى شائعات أن والده يعاني من مشاكل في الديون وعلاقة حب إشكالية. تزوجت والدته في العام التالي، ومع الانتقال إلى شمال ويلز، بدأ بولمان اكتشافه لكتب الرسوم هالزلية بما في ذلك سوبرمان وباتمان، وهي هواية ما يزال يستمتع بها.

## جوائز وترشيحات
حصل على جوائز منها:
جوائز
- Carnegie Medal for Writing [الإنجليزية]‏ (1995)
- جائزة أستريد ليندغرين التذكارية [الإنجليزية]‏ (2005)
- جائزة نستله لكتب الأطفال [الإنجليزية]‏ (1996)
- Eleanor Farjeon Award [الإنجليزية]‏
- Guardian Children's Fiction Prize [الإنجليزية]‏ (1996)

ترشيحات
- جائزة مان بوكر الدولية (2011)
- Carnegie Medal for Writing [الإنجليزية]‏ (2003)
- Carnegie Medal for Writing [الإنجليزية]‏ (2004)
- Carnegie Medal for Writing [الإنجليزية]‏ (2009)
- جائزة أستريد ليندغرين التذكارية [الإنجليزية]‏ (2004)
- جائزة نستله لكتب الأطفال [الإنجليزية]‏ (1997)
- جائزة نستله لكتب الأطفال [الإنجليزية]‏ (2005)
- جائزة لوكوس لأفضل رواية فانتازيا (1997)
- جائزة لوكوس لأفضل رواية فانتازيا (1998)
- جائزة لوكوس لأفضل رواية فانتازيا (2001)
- جائزة عالم الخيال لأفضل رواية [الإنجليزية]‏ (2001)

ترشح لـ:
- جائزة مان بوكر الدولية (2010)
- Carnegie Medal for Writing [الإنجليزية]‏، عن عمل: Once Upon a Time in the North [الإنجليزية]‏ (2008)
- جائزة هوغو لأفضل عرض مسرحي (نموذج طويل)  [لغات أخرى]‏، عن عمل: البوصلة الذهبية (2007)
- جائزة نستله لكتب الأطفال [الإنجليزية]‏، عن عمل: The Scarecrow and his Servant [الإنجليزية]‏ (2004)
- جائزة أستريد ليندغرين التذكارية [الإنجليزية]‏ (2004)
- جائزة أستريد ليندغرين التذكارية [الإنجليزية]‏ (2003)
- Carnegie Medal for Writing [الإنجليزية]‏، عن عمل: The Scarecrow and his Servant [الإنجليزية]‏ (2003)
- Carnegie Medal for Writing [الإنجليزية]‏، عن عمل: Lyra's Oxford [الإنجليزية]‏ (2002)
- جائزة لوكوس لأفضل رواية فانتازيا، عن عمل: The Amber Spyglass [الإنجليزية]‏ (2000)
- جائزة عالم الخيال لأفضل رواية [الإنجليزية]‏، عن عمل: The Amber Spyglass [الإنجليزية]‏ (2000)
- جائزة لوكوس لأفضل رواية فانتازيا، عن عمل: The Subtle Knife [الإنجليزية]‏ (1997)
- جائزة لوكوس لأفضل رواية فانتازيا، عن عمل: Northern Lights (Pullman novel) [الإنجليزية]‏ (1996)
- جائزة نستله لكتب الأطفال [الإنجليزية]‏، عن عمل: Clockwork (novel) [الإنجليزية]‏ (1996)
- Guardian Children's Fiction Prize [الإنجليزية]‏، عن عمل: Northern Lights (Pullman novel) [الإنجليزية]‏ (1995)
- جائزة نستله لكتب الأطفال [الإنجليزية]‏، عن عمل: ابنة صانع الألعاب النارية (1995).

## وصلات خارجية
- فيليب بولمان على موقع IMDb (الإنجليزية)
- فيليب بولمان على موقع الموسوعة البريطانية (الإنجليزية)
- فيليب بولمان على موقع مونزينجر (الألمانية)
- فيليب بولمان على موقع ميوزك برينز (الإنجليزية)
- فيليب بولمان على موقع إن إن دي بي (الإنجليزية)
- فيليب بولمان على موقع ديسكوغز (الإنجليزية)
- فيليب بولمان على موقع قاعدة بيانات الفيلم (الإنجليزية)
- فيليب بولمان في قاعدة بيانات الأفلام على الإنترنت